# Предеїна
Преде́їна (рос. Предеина) — присілок у складі Каргапольського району Курганської області, Росія. Входить до складу Осиновської сільської ради.
Населення — 190 осіб (2010, 211 у 2002).
Національний склад населення станом на 2002 рік: росіяни — 97 %.